# Heteranthera limosa
Heteranthera limosa là một loài thực vật có hoa trong họ Pontederiaceae. Loài này được (Sw.) Willd. mô tả khoa học đầu tiên năm 1801.